# Alexander Sergejewitsch Saldostanow

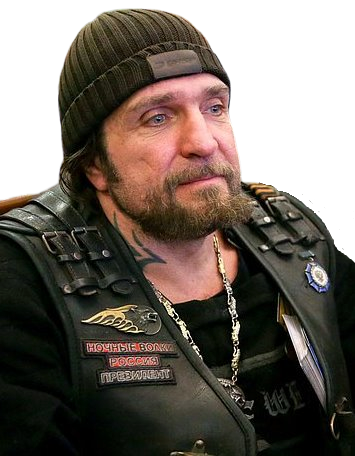
Alexander Saldostanow (2019)

Alexander Sergejewitsch Saldostanow (russisch Александр Сергеевич Залдостанов; * 19. Januar 1963 in Kirowohrad, Oblast Kirowohrad, Ukrainische SSR) ist der Gründer und Präsident des russischen Motorrad- und Rockerclubs Nachtwölfe.

## Biografie

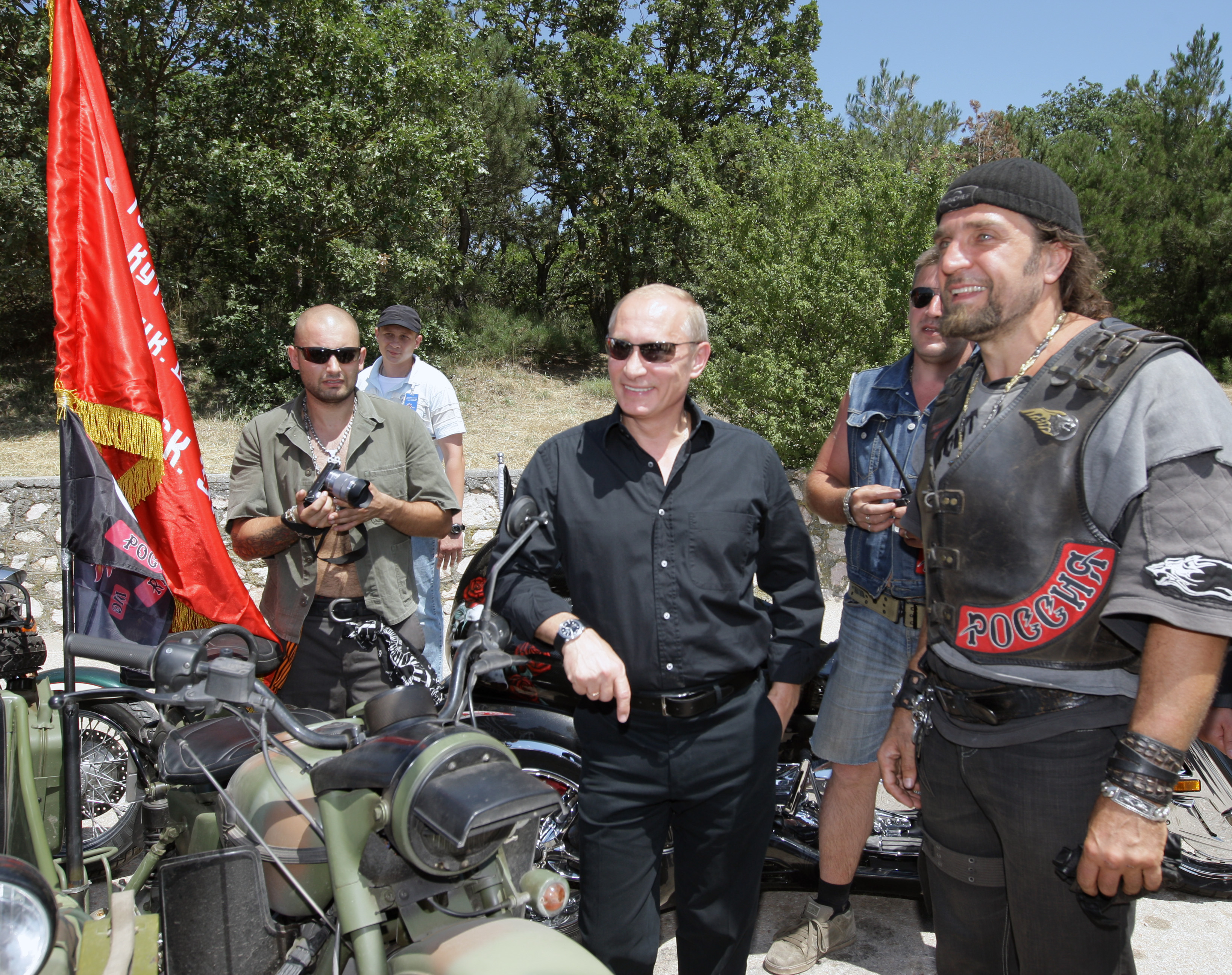
Putin und Saldostanow in Sewastopol während der 14. Internationalen Biker-Rallye 2010

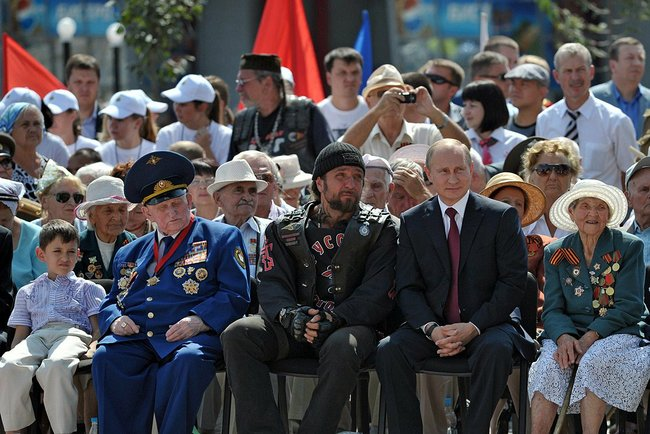
Saldostanow und Putin bei der Einweihung des Barmalei-Brunnens in Wolgograd 2013

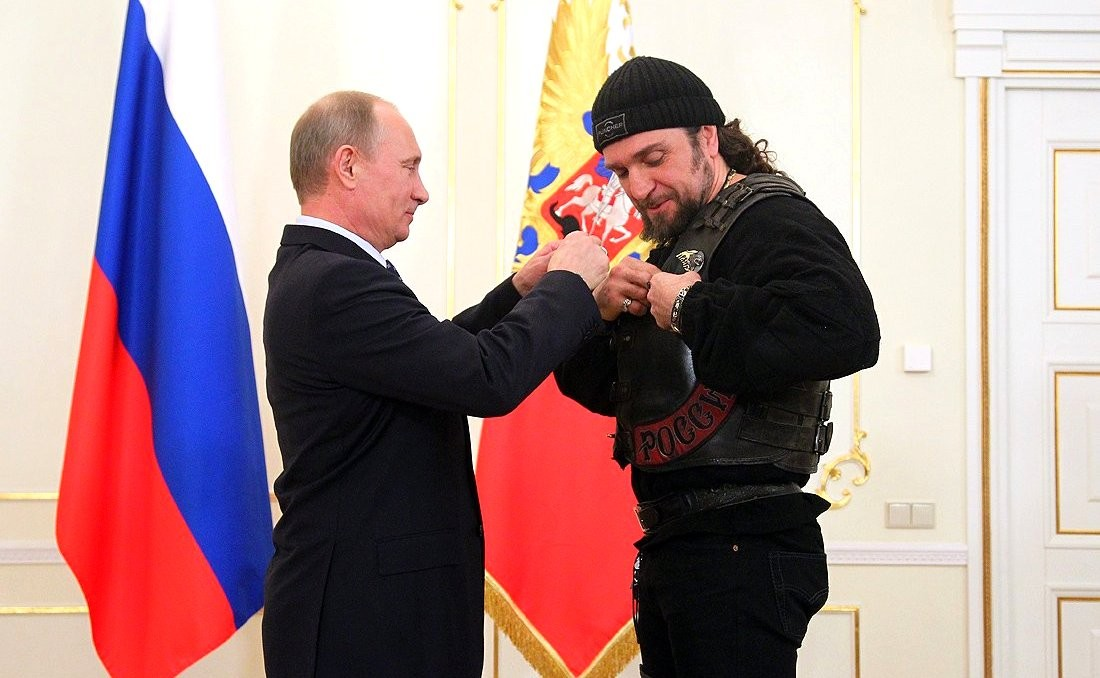
Putin verleiht Saldostanow den Orden der Ehre

Saldostanow wurde als Sohn eines Ukrainers und einer Russin in der Ukrainischen SSR in eine Arztfamilie hineingeboren und wuchs in Sewastopol auf. Anfangs wählte er den gleichen Beruf und studierte in Moskau Medizin. Anschließend soll er als Spezialist für posttraumatische Gesichtsdeformierung in einer Zahnklinik tätig gewesen sein, was ihm später den Spitznamen der Chirurg einbrachte.
1983 schaffte er sich als Student ein Motorrad der Marke Jawa an und verkehrte mit Gleichgesinnten auf den Straßen Moskaus, die auf Rockkonzerten auch den Saalschutz übernahmen. Laut General-Anzeiger gehörte Saldostanow zu „Moskaus Motorradrockern der ersten Generation“. Nach der Heirat mit einer westdeutschen Journalistin, die er in Moskau kennengelernt hatte, ließ er sich 1985 in West-Berlin nieder. Zunächst lebte er laut Zeitzeugenberichten in einem besetzten Haus in der Winterfeldtstraße, arbeitete als Türsteher im Club Sexton am Winterfeldtplatz und kam mit Mitgliedern der Hells Angels in Berührung.
Zurück in Moskau gründete er seinen eigenen Club, eine Replik des Sexton und späteres Hauptquartier der Nachtwölfe. 1989 gründete er die Nachtwölfe unter dem Namen Night Wolves. Später erfolgte die Umbenennung in Notschnye Wolki, das russische Äquivalent des Namens. Während der Amtszeit von Präsident Boris Jelzin gründete Saldostanow seit 1991 mehrere Unternehmen, unter anderem im Immobilien- sowie Zubehörbereich für Motorradfahrer. Das von ihm gewünschte Projekt einer erfolgreichen russischen Motorradmarke scheiterte jedoch.
In den 1990er und 2000er Jahren war Saldostanow mit seinem Motorradclub noch pro-westlich eingestellt und hatte Kontakte zu dortigen Gleichgesinnten. Die Hinwendung zum orthodox-christlichen Glauben und Nationalismus soll auf eine Begegnung mit einem orthodoxen Priester zurückzuführen sein, der ihm unterbreitete, dass er „Russland retten müsse“. Ehemalige Mitglieder bezeichneten Saldostanow dagegen als Despoten, der gegen den Ehrenkodex verstoße, dass auch ein Anführer auswechselbar sei. So würde die Grundregel aller Motorradklubs „Keine Politik“ missachtet und die von westlichen Clubs wie etwa den Hells Angels übernommene „innere Demokratie“ (in Anlehnung an → Innerparteiliche Demokratie) verletzt werden. Anstatt einer jährlichen Wiederwahl des Klubpräsidenten habe sich eine „Einmann-Diktatur“ durchgesetzt. Zudem soll er sich ehemaliges Klubeigentum angeeignet haben.
Auf Saldostanows Initiative wurde vor dem Hauptbahnhof von Wolgograd, dem früheren Stalingrad, eine Rekonstruktion des berühmten Barmalei-Brunnens errichtet, an deren Einweihung im Jahr 2013 auch der russische Präsident Wladimir Putin teilnahm. Im gleichen Jahr verlieh ihm Putin, dessen Freund und Bewunderer Saldostanow ist, den Orden der Ehre. Anlässlich der Olympischen Winterspiele 2014 in Sotschi war Saldostanow einer der Fackelträger.
Wegen seiner Handlungen im Russisch-Ukrainischen Krieg steht Saldostanow seit Dezember 2014 auf einer Sanktionsliste des Office of Foreign Assets Control des US-Finanzministeriums. Mitte Februar 2015 verhängte Kanada ebenfalls Sanktionen gegen Saldostanow. Im Januar 2015 war er einer der Mitgründer des Vereins Antimaidan, bezugnehmend auf den Euromaidan, der zum Ziel hat, gegen Oppositionelle und Kritiker Putins, von Saldostanow als „Fünfte Kolonne im Auftrag ausländischer Interessen“ bezeichnet, vorzugehen.
Im Juli 2022 hat die EU gegen Saldostanow und andere Führer der Nachtwölfe wegen ihrer Propaganda für die Gruppe zur Unterstützung des russischen Überfalls auf die Ukraine Sanktionen verhängt.

## Ansichten
Saldostanow vertritt in seinen Auftritten und Interviews nationalistische, antiwestliche und homophobe Ansichten. Er sieht sich als Beschützer des russisch-orthodoxen Christentums und der russischen Zivilisation. Die Auflösung der Sowjetunion bezeichnet er als rechtswidrig und die Ukraine als zu Russland gehörig.

Neben seiner Bewunderung für den russischen Präsidenten Wladimir Putin ist Saldostanow ein großer Verehrer Josef Stalins. Zu Stalin und seinem Verhältnis zur Demokratie sagte er in einem Interview: 

„In unserem Verhältnis zu Stalin ist ein übermenschlicher Mystizismus am Werk. Einerseits steht er für die Repressionen, andererseits ist er der Vollstrecker des triumphalen Sieges im Großen Vaterländischen Krieg. Um Moskau zu retten, flog er mit einer Ikone über die Stadt. Unsere Väter verfluchten und verehrten ihn gleichzeitig, sie gingen für ihn in den Tod wie für Jesus Christus. Er bleibt ein Idol in der russischen Geschichte und ein unübertroffener Führer, obwohl wir seit seinem Tod einer Gehirnwäsche unterliegen. Stalin schuf einen grandiosen Staat und bewahrte die russische Zivilisation vor dem Abgrund nach dem Niedergang des Zarenreiches. Alles, was wir besitzen, verdanken wir ihm. Daher steht uns das Recht nicht zu, ihn zu kritisieren. Auch unsere Anhänger der amerikanischen Demokratie sollten sich zurückhalten, denn die Demokratie richtete viel größeres Übel an und kommt heute mit den ähnlichen Parolen daher wie der Kommunismus.“